# Manam (Papouasie-Nouvelle-Guinée)
Pour les articles homonymes, voir Manam.
Manam ou Manam Motu est une île volcanique de Papouasie-Nouvelle-Guinée. L'île fait 10 kilomètres de diamètre et se situe à 13 kilomètres au large des côtes de l'île de Nouvelle-Guinée, dans la province de Madang. Avec 45 épisodes éruptifs recensés depuis 1616, le volcan constituant l'île est l'un des plus actifs de Papouasie-Nouvelle-Guinée. En 2005, la population est estimée à 9 000 habitants. Lors d'une importante activité éruptive en janvier 2005, l'île est entièrement évacuée et les habitants sont déplacés sur les côtes de la province de Madang. Une partie de cette population se réinstalle sur l'île par la suite.

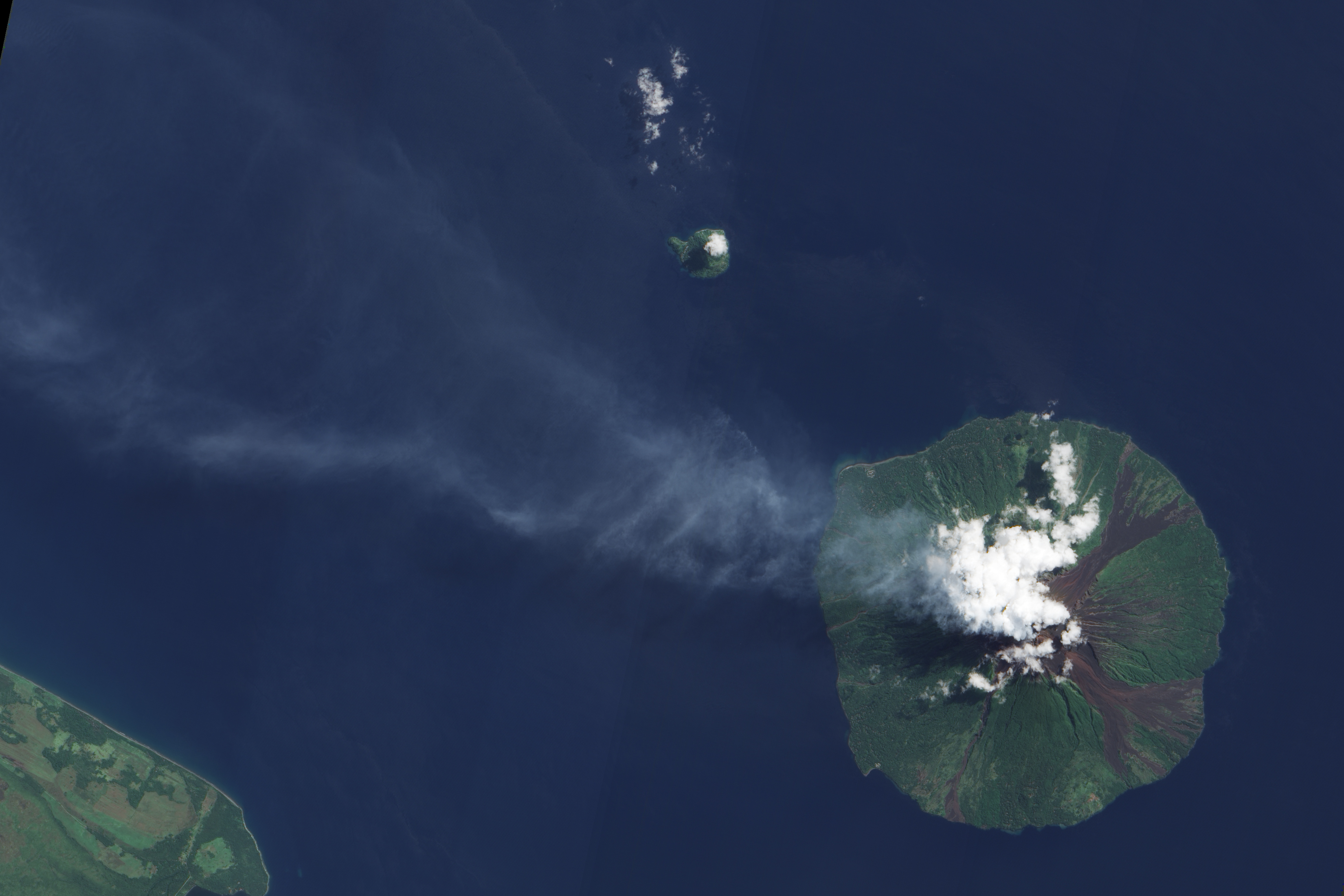
Image satellite de Manam en juillet 2009.

## Géologie
Manam est un stratovolcan aux laves basaltiques à andésitiques. Il est formé par subduction le long de la ceinture de feu du Pacifique, et se situe plus précisément sur la plaque de Bismarck Sud. Il possède deux cratères sommitaux et plusieurs centres d'activités secondaires près des côtes. Quatre grandes vallées, chacune séparées de 90°, partent du sommet et s'étendent jusqu'au pied du cône. Ces vallées canalisent l'essentiel des produits volcaniques.
L'activité volcanique est principalement faible à modérée, et inclut la production de coulées de lave, qui ont parfois atteint les côtes. Dans de plus rares cas, le volcan produit de puissantes activités explosives accompagnées de coulées pyroclastiques pouvant descendre jusqu'en mer, et qui ont parfois touché les zones habitées.

## Histoire éruptive
Le volcan est observé en éruption pour la première fois par les Européens en 1616, lors d'une expédition menée par Willem Schouten. Il s'agit de la plus ancienne éruption volcanique documentée en Papouasie-Nouvelle-Guinée. Dès la fin du XIXe siècle, le volcan est régulièrement observé en éruption, et n'a depuis connu que de courtes périodes de sommeil.
Manam connaît des phases d'activités explosives importantes notamment en octobre-novembre 1992, le 3 décembre 1996 (13 victimes), d'octobre 2004 à janvier 2005 (1 victime), en février 2006 et le 31 juillet 2015. La répétition et l'imprévisibilité de ces épisodes font du Manam un volcan dangereux et justifient le déplacement des habitants entrepris en 2005.
Le volcan s'est de nouveau réveillé au début du mois d'août 2018. Une activité paroxysmale explosive s’est produite le 25 août 2018 vers 6 heures accompagnée par une coulée de lave et l’émission de coulées pyroclastiques dans la vallée dans le Nord-Est de l’île. Six maisons ont été brûlées. Aucune victime n'a été recensée. Le panache qui s’est élevé à 15 km d’altitude a occasionné d’importantes chutes de cendres sur les villages de l’île. Le paroxysme s’est terminé vers 10 h 30 le même jour.